# Linguistic Inquiry
Linguistic Inquiry es una revista académica revisada por pares publicada por MIT Press y dedicada a la investigación en gramática generativa. Samuel Jay Keyser ha sido su editor principal desde su fundación en 1970.